# Stausee Youssef Ben Tachfin
Der Stausee Youssef Ben Tachfin (arabisch باراج يوسف بن تاشفين) ist eine Talsperre am Oued Massa in der Provinz Tiznit in der Region Souss-Massa im Südwesten Marokkos.

## Lage und Klima
Der maximal etwa sieben Kilometer lange Youssef-Ben-Tachfin-Stausee befindet sich in einem regenarmen und trockenen Gebiet, ca. 32 Kilometer nordöstlich der Stadt Tiznit bzw. ca. 80 Kilometer südlich des Großraums Agadir in einer Höhe von ca. 150 m. Wie bereits in den Jahren 2006–2008 fiel das Niveau der Talsperre in den Jahren 2018–2023 wegen der spärlichen oder teilweise ganz ausfallenden Regenfälle auf deutlich unter 50 % des angestrebten Normalwertes.

## Nutzung
Der Youssef-Ben-Tachfin-Stausee dient u. a. der Trinkwasserversorgung der Stadt und der Umgebung von Tiznit. Außerdem sollte mit dem hier gestauten Wasser die fruchtbare, aber unter einer Versalzung der Böden leidende Chtouka-Ebene bewässert werden. Im Frühjahr 2022 wurde außerdem eine Meerwasserentsalzungsanlage in Betrieb genommen.